# Montek Singh Ahluwalia
Pour les articles homonymes, voir Singh et Ahluwalia.
Montek Singh Ahluwalia est un économiste indien né le 24 novembre 1943 à New Delhi. 
Il est le directeur adjoint du Commissariat au Plan indien. Il a auparavant travaillé à la Banque mondiale et au bureau indépendant d'évaluation du Fonds monétaire international.